# Arévalo de la Sierra
Arévalo de la Sierra est une commune espagnole de la province de Soria en Castille-et-León.